# Autostrada A18 Siracusa-Gela
L'autostrada A18 Siracusa-Gela è un'autostrada italiana della Sicilia orientale, completata solo parzialmente per i suoi primi 59 chilometri. Ha inizio nei pressi di Siracusa, dove nasce come prolungamento della SS114 Orientale Sicula, e ha temporaneamente termine presso lo svincolo di Modica, dove si innesta nella SS194 Ragusana. I rimanenti 72 km, da Modica a Gela, sono allo stato di progetto. L'autostrada è gestita dal Consorzio per le Autostrade Siciliane. Nonostante tutti gli svincoli siano stati realizzati con caselli per l'esazione del pedaggio, a giugno 2025 l'uso dell'autostrada rimane gratuito. 
La denominazione A18 è analoga all'autostrada Messina-Catania poiché originariamente fu previsto di unire le due tratte autostradali in un unico asse autostradale, che collegasse Messina a Gela. Le due tratte dell'A18 sono collegati tra loro, senza soluzione di continuità, dalla SS 114 Orientale sicula (nel tratto da Siracusa allo svincolo di Augusta-Villasmundo), dall'autostrada Catania-Siracusa (nel tratto da Augusta-Villasmundo a contrada Passo Martino) e dalla tangenziale di Catania (nel tratto da contrada Passo Martino a Catania Nord).

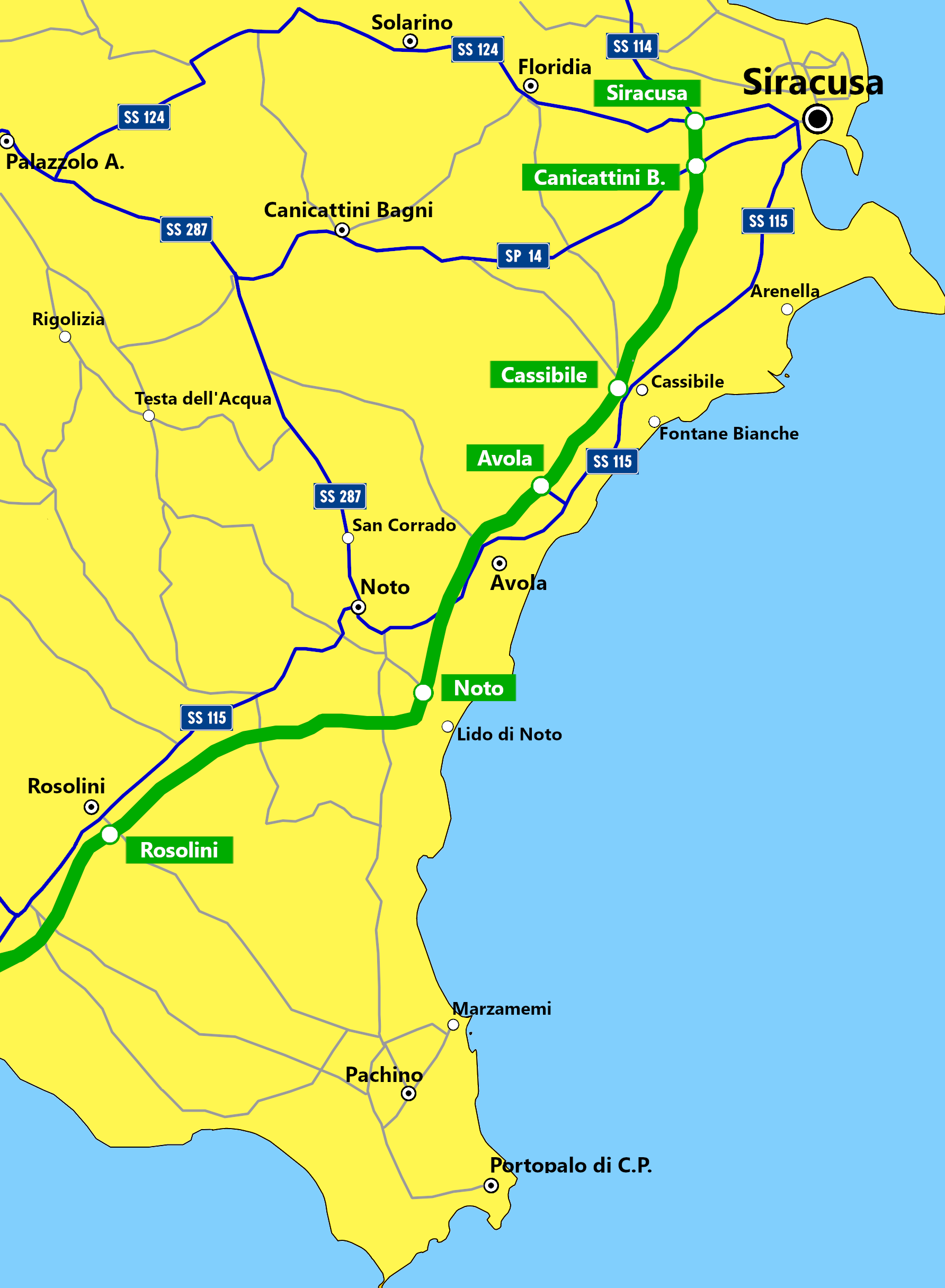
Primo tronco dell'autostrada, da Siracusa a Rosolini

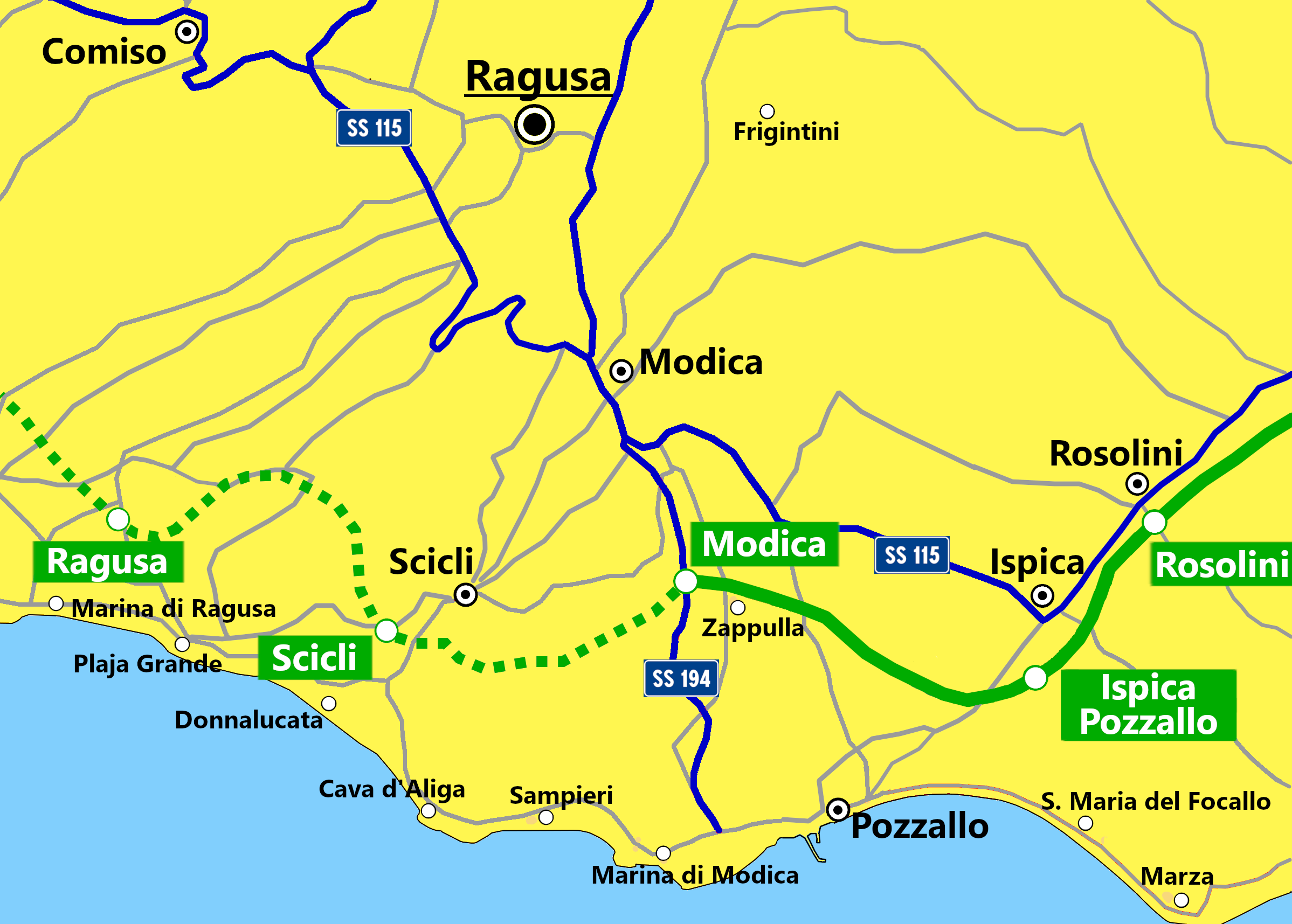
Secondo tronco dell'autostrada, da Rosolini a Ragusa
(In tratteggio il percorso ancora in progetto)

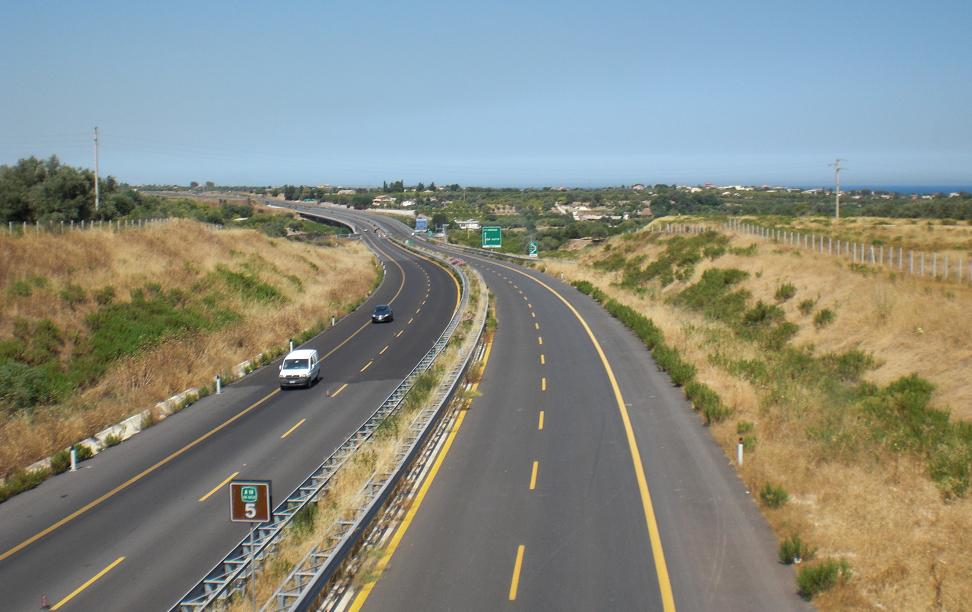
L'A18 nei pressi di Noto nel 2009

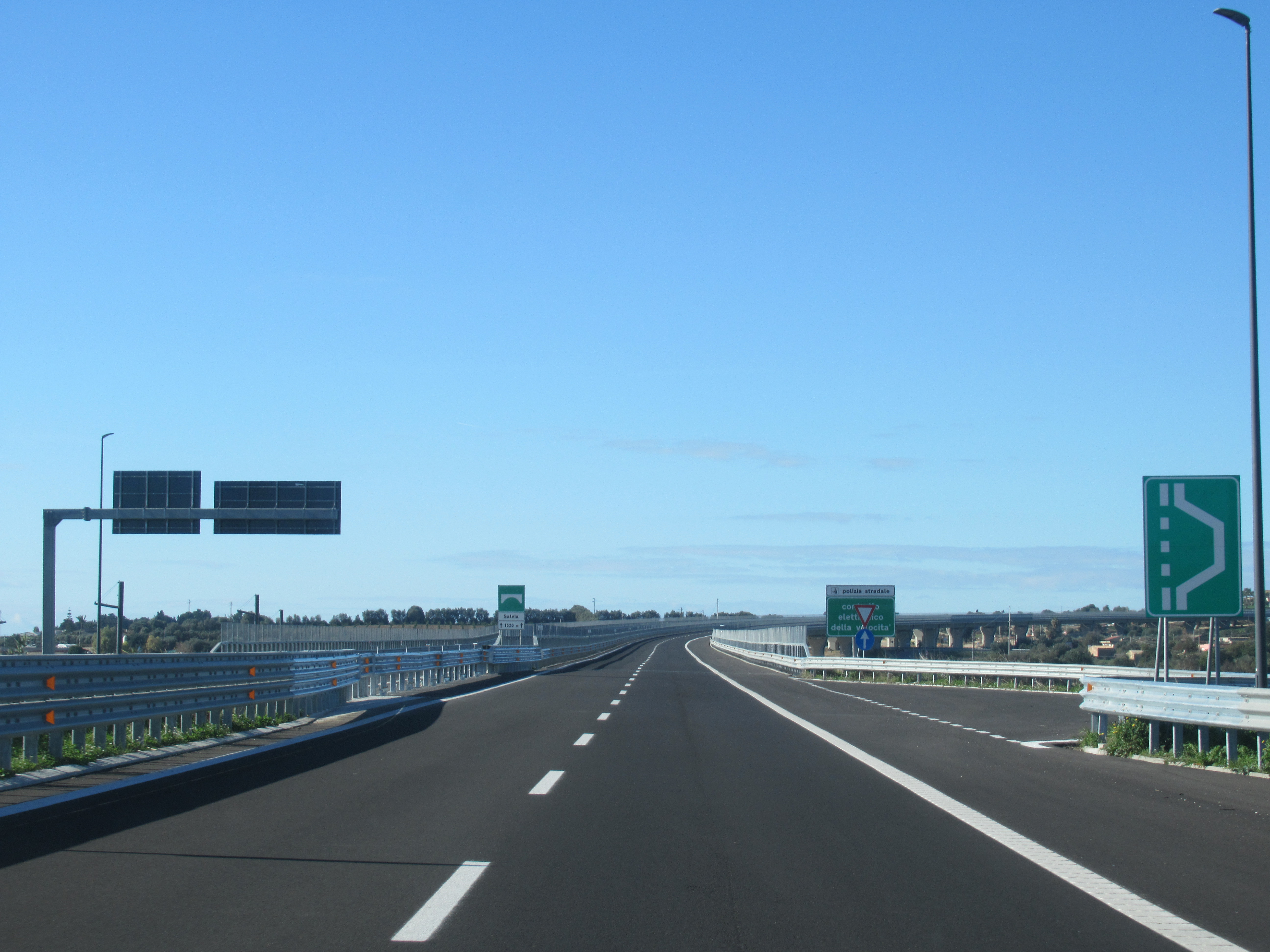
Il viadotto Salvia nei pressi dello svincolo di Ispica-Pozzallo nel 2024

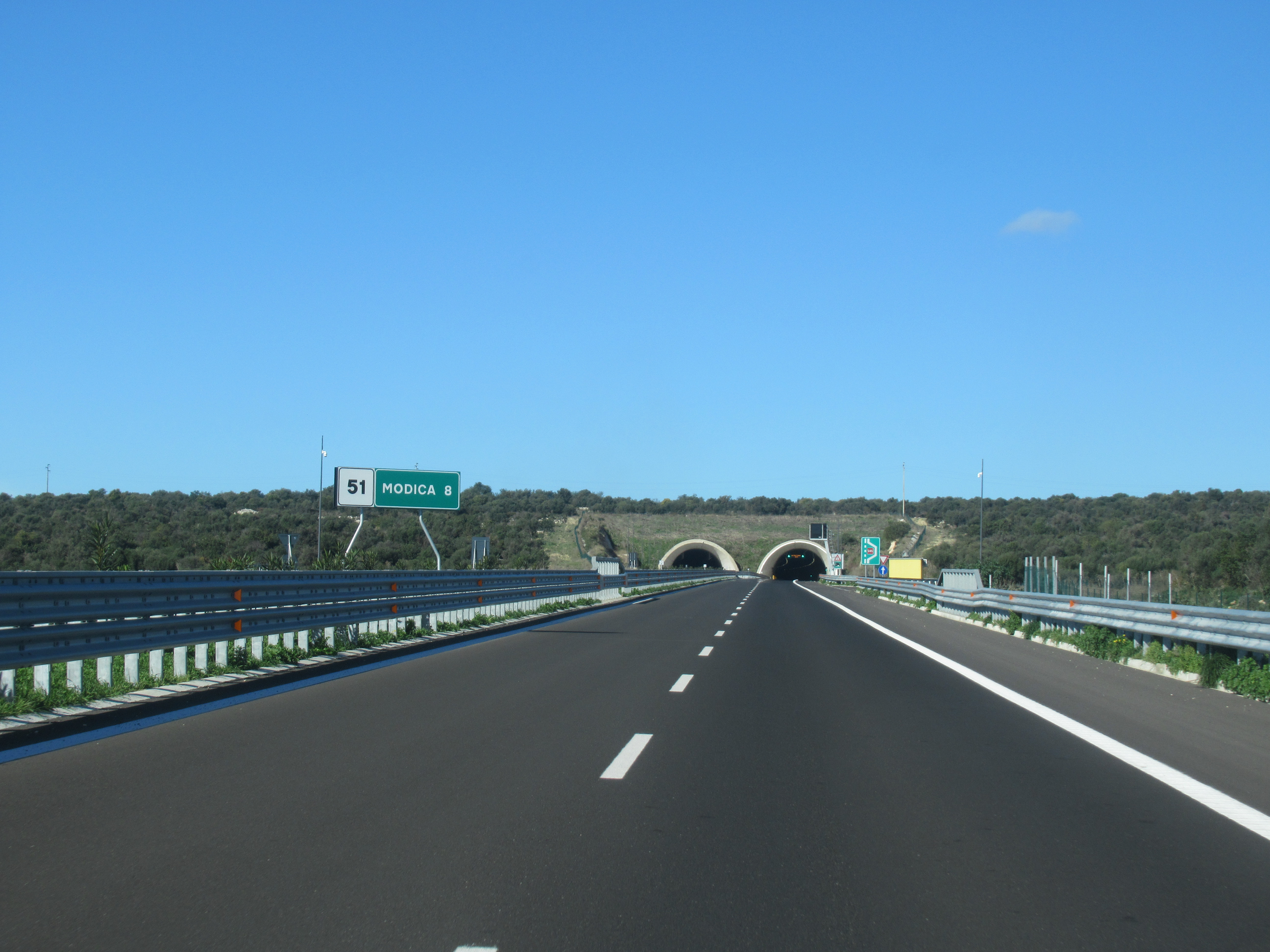
Tratto in direzione Modica in prossimità della galleria Mandravecchia nel 2024

L'autostrada fa parte dell'itinerario europeo E45.

## Storia
Il primo progetto fu redatto verso la fine degli anni sessanta prevedendo un collegamento autostradale di 114,6 km tra Siracusa e Gela per favorire lo sviluppo industriale della Sicilia sud-orientale, stabilendo un rapido collegamento tra i poli industriali di Siracusa, Ragusa e di Gela. Nel progetto iniziale era previsto un costo di sessantasei miliardi di lire e la data di completamento era fissata per il 1973. Nel 1974 il progetto definitivo fu approvato dal Ministero dei lavori pubblici. Tuttavia, solo nel 1983 fu aperto al traffico veicolare un primo breve segmento di autostrada lungo 9,5 km, da Siracusa a Cassibile. Al momento dell'apertura il breve tratto autostradale aveva origine dalla SP14 Siracusa-Canicattini Bagni e solo in seguito, verso la fine degli anni Novanta, venne collegata alla SS114 tramite un tratto di 2 km di strada statale, all'epoca denominato NSA240 ed oggi parte integrante della SS114. 
Il proposito di completare l'arteria stradale fu accantonato per più di un decennio, fin quando, nel 1998, il dibattito sulla prosecuzione dei lavori si riaccese in seguito ad un parere interlocutorio espresso dalla soprintendenza di Ragusa. Fu ben presto chiaro che era necessario ridisegnare il percorso, in quanto il progetto iniziale prevedeva di passare da aree naturalistiche che negli anni precedenti erano state messe sotto vincoli ambientali (Cava d'Ispica, riserva naturale Macchia Foresta del Fiume Irminio, riserva naturale orientata Pino d'Aleppo); inoltre, la costruzione e il successivo sviluppo del porto di Pozzallo comportarono l'esigenza di dotare anche il comune marittimo di una stazione autostradale. Il nuovo progetto riguardò principalmente il tratto da Rosolini a Gela, e ciò che ne risultò fu un percorso particolarmente tortuoso.

### 1° Tronco (Siracusa-Rosolini)
Verso la fine del 2002 partirono i lavori per i 30 km circa (Cassibile-Rosolini) che mancavano per il completamento del 1° Tronco iniziato nel 1983. I lavori durarono 6 anni con il tratto Cassibile-Noto (14 km circa) aperto al traffico il 14 marzo 2008. Un ulteriore tratto, da Noto a Rosolini (16 km circa), fu sequestrato dalla procura di Siracusa per cedimenti anomali pericolosi e una fessura di circa venti centimetri in un viadotto, per poi essere aperto al traffico il 24 ottobre successivo. In previsione del completamento del tronco autostradale fino a Rosolini, era stata eretta all'inizio del 2008 una barriera provvisoria nel tratto autostradale tra Cassibile e Avola (al km 10,9), che però non fu mai messa in funzione in attesa del completamento definitivo dell'autostrada. L'11 agosto 2010 iniziarono i lavori per la costruzione dello svincolo autostradale di Siracusa sud, all'altezza della SP14 Fusco-Canicattini-Passoladro (nota anche come Strada provinciale Maremonti) che collega il capoluogo a Canicattini Bagni. Lo svincolo fu aperto il 29 luglio 2015 ed è stato rinominato Canicattini Bagni. Nel 2019 il CAS ha deciso di rinviare l'attivazione del pedaggio procedendo alla demolizione della barriera di Cassibile, mai entrata in funzione e teatro di diversi gravi incidenti stradali, uno dei quali aveva visto coinvolto, nel 2013, l'allora presidente della Regione Rosario Crocetta.

### 2° Tronco (Rosolini-Ragusa)
Il progetto del secondo tronco (Rosolini-Ragusa, lotti 6-11) e del terzo tronco (Ragusa-Gela, lotti 12-16) risulta significativamente modificato rispetto al progetto iniziale, al fine di evitare aree archeologiche e naturalistiche. Nel novembre del 2014 sono iniziati i lavori di costruzione dei lotti 6, 7 e 8 del tratto da Rosolini a Modica (19,5 km), passando per Ispica e Pozzallo. Il lotto 7 ha visto la realizzazione dei viadotti Scardina (638 m) e Salvia (1544 m), ed il lotto 8 la galleria naturale Mandravecchia (820 m). Il termine dei lavori, inizialmente previsto per la fine del 2019, è slittato più volte, anche a causa della pandemia di COVID-19 e del rincaro del prezzo dei materiali in seguito alla guerra in Ucraina, posticipando l'apertura alla fine del 2023. Un primo tratto di 10 km tra Rosolini e lo svincolo Ispica-Pozzallo è stato aperto alla circolazione il 3 agosto 2021, mentre la restante parte fino allo svincolo di Modica è stata inaugurata il 7 dicembre 2023, portando l'autostrada a innestarsi nella strada statale 194 Ragusana nei pressi della località di Zappulla.

## Tabella percorso
| Siracusa-Gela (tratta in esercizio SIRACUSA-MODICA) |                                                          |       |       |              |                |
| Tipo                                                | Indicazione                                              | ↓km↓  | ↑km↑  | L. consorzio | Strada europea |
|                                                     | Siracusa - Orientale Sicula Autostrada A18 Siracusa-Gela | 0,0   | 132,7 | SR           |                |
|                                                     | Canicattini Bagni                                        | 0,1   | 132,6 | SR           |                |
|                                                     | Cassibile                                                | 9,5   | 123,2 | SR           |                |
|                                                     | Avola                                                    | 14,9  | 117,8 | SR           |                |
|                                                     | Noto Polizia Stradale                                    | 24,6  | 108,1 | SR           |                |
|                                                     | Galleria Cozzo Inferno (398m)                            | 30,1  | 102,2 | SR           |                |
|                                                     | Area di servizio "Tellaro" (in progetto)                 | 36,8  | -     | SR           |                |
|                                                     | Rosolini                                                 | 40,0  | 92,7  | SR           |                |
|                                                     | Area di parcheggio "Ispica"                              | 46,5  | 85,7  | RG           |                |
|                                                     | Ispica - Pozzallo Traghetti per Malta                    | 47,5  | 85,2  | RG           |                |
|                                                     | Galleria Mandravecchia (820m)                            | 51,5  | 80,3  | RG           |                |
|                                                     | Modica - Ragusana fine autostrada in esercizio           | 59,1  | 73,6  | RG           |                |
|                                                     | Area di sosta "San Bartolomeo" (dir. Ovest)              | 67,2  | -     | RG           | in progetto    |
|                                                     | Area di sosta "Timpa Rossa" (dir. Est)                   | -     | 69,7  | RG           | in progetto    |
|                                                     | Scicli                                                   | 70,5  | 62,2  | RG           | in progetto    |
|                                                     | Galleria Caddame (2.200m)                                | -     | -     | RG           | in progetto    |
|                                                     | Area di servizio "Irminio"                               | 81,0  | -     | RG           | in progetto    |
|                                                     | Ragusa                                                   | 84,4  | 48,3  | RG           | in progetto    |
|                                                     | Santa Croce Camerina - Vittoria sud                      | 93,8  | 38,9  | RG           | in progetto    |
|                                                     | Vittoria nord - Comiso Aeroporto di Comiso               | 106,7 | 26,0  | RG           | in progetto    |
|                                                     | Area di servizio "Acate nord"                            | 118,0 | -     | RG           | in progetto    |
|                                                     | Acate                                                    | 120,6 | 12,1  | RG           | in progetto    |
|                                                     | Barriera di Gela est                                     | 132,5 | 0,2   | CL           | in progetto    |
|                                                     | Gela est - Sud Occidentale Sicula per Caltanissetta      | 132,7 | 0,0   | CL           | in progetto    |

## Lavori e progetti
Il tratto rimanente dell'autostrada, da Modica a Gela, è allo stato di progetto. Superata Modica il progetto prevede l'allontanamento del tracciato dall'attuale principale direttrice di traffico, la strada statale 115, indirizzandosi verso sud e lambendo l'altopiano ibleo passando per Scicli, Marina di Ragusa, Santa Croce Camerina e Comiso. Tale percorso manterrebbe l'autostrada a quote altimetriche costanti, ma non si destinerebbe ai collegamenti tra i principali centri della provincia di Ragusa (Vittoria, Ragusa, Modica) privilegiando invece i collegamenti commerciali da e per l'autoporto di Vittoria, l'aeroporto di Comiso e il porto di Pozzallo. Nel tratto finale (Vittoria-Gela) l'autostrada si svilupperebbe a sud dell'attuale, tortuoso, tracciato della vecchia statale per innestarsi nella futura circonvallazione gelese.

### 2° Tronco
Il nuovo progetto per la rimanente parte del Secondo tronco (lotti 9-10-11) prevede uno sviluppo di 24 km, 1 area di parcheggio (nei pressi di Scicli al km 68), 2 stazioni, 1 area di servizio (Irminio al km 81), 5 gallerie e 2 viadotti. Per il lotto Scicli sono previste la galleria artificiale Scicli (1430 m) ed il viadotto Modica (270 m), per il lotto Irminio sono previste la galleria Cozzo Troncafila (1000 m), la galleria artificiale Cottonari (425 m) ed il viadotto Irminio (272 m), mentre per il lotto Ragusa sono in progetto le gallerie naturali Caddami (2130 m) e Occhipinti (1985 m). I lotti 9-10-11 sono in fase di progettazione esecutiva e il lotto 9 "Scicli" è già finanziato.

### 3° Tronco
La parte finale dallo svincolo di Ragusa a Gela prevede uno sviluppo di 48 km, 3 stazioni, 1 area di servizio (Acate nord al km 118) ed una barriera (Gela est).

### Tabella Lotti
| Tronco                      | Lunghezza | Nr Lotto | Nome Lotto           | Lunghezza Lotto | Anno apertura |
| --------------------------- | --------- | -------- | -------------------- | --------------- | ------------- |
| 1° Tronco Siracusa-Rosolini | 42,0 Km   | 1        | Cassibile            |                 | 1983          |
| 1° Tronco Siracusa-Rosolini | 42,0 Km   | 2        | Avola                |                 | 2008          |
| 1° Tronco Siracusa-Rosolini | 42,0 Km   | 3        | Noto                 |                 | 2008          |
| 1° Tronco Siracusa-Rosolini | 42,0 Km   | 4        | Tellaro              |                 | 2008          |
| 1° Tronco Siracusa-Rosolini | 42,0 Km   | 5        | Rosolini             |                 | 2008          |
| 2° Tronco Rosolini-Ragusa   | 43,4 Km   | 6        | Ispica               |                 | 2021          |
| 2° Tronco Rosolini-Ragusa   | 43,4 Km   | 7        | Scardina e Salvia    |                 | 2021/23       |
| 2° Tronco Rosolini-Ragusa   | 43,4 Km   | 8        | Modica               |                 | 2023          |
| 2° Tronco Rosolini-Ragusa   | 43,4 Km   | 9        | Scicli               | 11,2 Km         | --            |
| 2° Tronco Rosolini-Ragusa   | 43,4 Km   | 10       | Irminio              | 5,0 Km          | --            |
| 2° Tronco Rosolini-Ragusa   | 43,4 Km   | 11       | Ragusa               | 7,7 Km          | --            |
| 3° Tronco Ragusa-Gela       | 47,4 Km   |          |                      |                 |               |
| 3° Tronco Ragusa-Gela       | 47,4 Km   | 12       | Santa Croce Camerina | 9,2 Km          | --            |
| 3° Tronco Ragusa-Gela       | 47,4 Km   | 13       | Comiso               | 12,6 Km         | --            |
| 3° Tronco Ragusa-Gela       | 47,4 Km   | 14       | Vittoria             | 14,5 Km         | --            |
| 3° Tronco Ragusa-Gela       | 47,4 Km   | 15       | Dirillo              | 5,1 Km          | --            |
| 3° Tronco Ragusa-Gela       | 47,4 Km   | 16       | Gela est             | 5,9 Km          | --            |